# FK Tauras Tauragė
FK Tauras Tauragė este un club de fotbal din Tauragė, Lituania.

## Istoric denumiri
- 1942 – Tauras
- 1947 – Žalgiris
- 1957 – Maistas
- 1959 – Maisto Sporto Klubas (MSK)
- 1962 – Tauras
- 1990 – Elektronas
- 1992 – Tauras-Karšuva
- 1995 – Tauras
- 2005 – Tauras ERRA
- 2008 – Tauras

## Antrenori
- Jonas Stažys (1987)
- Šenderis Giršovičius (1987–88)
- Edvardas Malkevičius (2009)
- Jurijus Popkovas (2009)
- Gediminas Jarmalavičius (Jan 1, 2011–11)
- Giovanni Scanu (2012–1?)
- Alyaksandr Brazevich (6 martie 2013–25 iulie 2013)
- Ramazan Silin (4 august 2013–5 septembrie 2013)
- Gediminas Jarmalavičius (5 septembrie 2013-)